# Victor Daniel Paiva
Victor Daniel Paiva Espinoza (n. 28 de junio de 1966; Asunción, Paraguay - 5 de diciembre de 2020, Asunción, Paraguay), fue un empresario paraguayo. Era conocido por ser hijo del propietario de la ex-cadena de supermercado Ycuá Bolaños, Juan Pío Paiva, y por administrar la sucursal del supermercado siniestrado que se incendió en el año 2004 en Asunción, capital de Paraguay, donde fallecieron aproximadamente o casi 400 personas.
Fue condenado a diez años de cárcel por la Tragedia de Ycua Bolaños ocurrido el 1 de agosto de 2004, de los cuales cumplió casi nueve, obteniendo su libertad condicional el 26 de marzo de 2013. Su padre, Juan Pío Paiva, había sido condenado a doce años, obteniendo su libertad un año después.
Falleció el 5 de diciembre de 2020, a la edad de 54 años, debido a complicaciones por COVID-19 (durante la pandemia de coronavirus), convirtiéndose en el primer condenado en esta causa que ha fallecido.